# Daniel Zmeko
Daniel Zmeko (Vágújhely, 1967. november 24. –) szlovák tábornok, 2018-tól a Szlovák Fegyveres Erők vezérkari főnöke.

## Élete
1982-ben, 14 évesen csatlakozott a Csehszlovák Néphadsereghez. 1982 és 1986 között a besztercebányai Katonai Gimnáziumba járt. 1986-től 1990-ig a vyškovi Szárazföldi Erők Főiskolájára iratkozott be.
Az elsők között végezte el a honvédelmi tanfolyamot a Milan Rastislav Štefánikról Szlovák Fegyveres Akadémián. Részt vett az Iraki háborúban. 2014. május 6-án nevezték ki az első tábornoki rangra, dandártábornokká. 2017. május 2-án előléptették vezérőrnaggyá. 2018. április 26-án kinevezték a Szlovák Fegyveres Erők vezérkari főnökének, és altábornaggyá léptették elő. Beosztása és rangja május 7-én lépett hatályba. Kinevezése előtt a Honvédelmi Minisztérium Korszerűsítési és Infrastruktúra Osztályának főigazgatója volt. 2019. május 28-án léptették elő vezérezredesi rangra.

## Magánélete
Házas, két gyermeke van. A szlovák mellett angolul és oroszul beszél. Hobbija a hadtörténet tanulmányozása és a horgászat.

## Fordítás
- Ez a szócikk részben vagy egészben  a   Daniel Zmeko című angol Wikipédia-szócikk ezen változatának fordításán alapul.  Az eredeti cikk szerkesztőit annak laptörténete sorolja fel. Ez a jelzés csupán a megfogalmazás eredetét és a szerzői jogokat jelzi, nem szolgál a cikkben szereplő információk forrásmegjelöléseként.